# Пію темноголовий
Пію темноголовий (Synallaxis tithys) — вид горобцеподібних птахів родини горнерових (Furnariidae). Мешкає в Еквадорі і Перу.

## Опис
Довжина птаха становить 16-17 см, вага 14-18 г. Голова і шия темно-сірі, обличчя чорнувате. Верхгя частина тіла і надхвістя оливково-сірі. Верхні покривні пера хвоста яскоаві, рудувато-коричневі, хвіст попелястий. Горло чорне, під дзьобом світлі "вуса". Нижня частина тіла сіра, живіт дещо світліший.

## Поширення і екологія
Темноголові пію мешкають на заході та на південному заході Еквадору (Манабі, Гуаяс, Ель-Оро, Лоха) та на півномі заході Перу (Тумбес, П'юра). Вони живуть в густому чагарниковому підліску та в середньому ярусі вологих рівнинних тропічних лісів. Зустрічаються на висоті до 1290 м над рівнем моря, парами або невеликими сімейними зграйками, іноді приєднуються до змішаних зграй птахів.

## Збереження
МСОП класифікує цей вид як вразливий. За оцінками дослідників, популяція темноголових пію становить від 3500 до 15000 птахів. Їм загрожує знищення природного середовища.